# Мохамед Фавзі
Мохамед Фавзі (араб. محمد فوزي‎, нар. 22 лютого 1990, Рас-ель-Хайма) — еміратський футболіст, півзахисник клубу «Аль-Джазіра».
Виступав, зокрема, за клуби «Аль-Аглі» (Дубай) та «Баніяс», а також національну збірну ОАЕ.

## Клубна кар'єра
Народився 22 лютого 1990 року в місті Рас-ель-Хайма. Вихованець футбольної школи клубу «Аль-Аглі» (Дубай). Дорослу футбольну кар'єру розпочав 2007 року в основній команді того ж клубу, в якій провів три сезони.
Своєю грою за цю команду привернув увагу представників тренерського штабу клубу «Баніяс», до складу якого приєднався 2010 року. Відіграв за еміратську команду наступні чотири сезони своєї ігрової кар'єри. Більшість часу, проведеного у складі «Баніяса», був основним гравцем команди.
Протягом 2014—2016 років захищав кольори команди клубу «Аль-Айн».
До складу клубу «Аль-Джазіра» приєднався 2016 року. Станом на 4 грудня 2017 відіграв за команду з Абу-Дабі 29 матчів в національному чемпіонаті.

## Виступи за збірні
2006 року дебютував у складі юнацької збірної ОАЕ, взяв участь у 7 іграх на юнацькому рівні, відзначившись одним забитим голом. Згодом залучався до складу молодіжної збірної ОАЕ. Був учасником футбольного турніру на літніх Олімпійських іграх 2012 року .
2011 року дебютував в офіційних матчах у складі національної збірної ОАЕ. У складі збірної був учасником кубка Азії з футболу 2015 року в Австралії, ставши бронзовим призером турніру.

## Досягнення
- Чемпіон ОАЕ: 2008/09, 2014/15, 2016/17
- Володар Кубка Президента ОАЕ: 2013/14
- Володар Суперкубка ОАЕ: 2015

Збірні
- Переможець Юнацького (U-19) кубка Азії: 2008
- Срібний призер Азійських ігор: 2010
- Переможець Кубка націй Перської затоки: 2013